# Турски рат за независност
Турски рат за независност (тур.  — „Рат за независност” или тур.  — „Ослободилачки рат”) је назив за низ међусобно повезаних оружаних сукоба који су се од 1919. до 1923. водили између турских националиста окупљених у Турском националном покрету на једној, и држава Антанте на другој страни. Узрок је представљао пораз Османског царства у Првом свјетском рату, односно подјела његових територија међу побједничким силама, која је изазвала етничке сукобе на подручјима са мијешаним становништвом, а који су, пак, служили као изговор силама Антанте да окупирају значајне дијелове Турске. Националисти, на чије се чело ставио прослављени војсковођа Мустафа Кемал-паша, су главно упориште имали у унутрашњости Анадолије гдје је основана привремена влада која се супротставила не само савезничким трупама, него и османском султану и номиналној турској влади у Истанбулу под британском окупацијом која је 1920. потписала мировни споразум у Севру. Националисти су, захваљујући герилској стратегији, Кемаловом војничком умијећу, логистичким проблемима за Антантине трупе, подршци Совјетске Русије, као и све већим несугласицама између савезника с временом стекли превагу и сва три важнија сукоба — са Француском око јужне границе (1918—1921.), новоствореном државом Јерменијом (1920) око источне, те са Грчком (1919—1922.) око западне границе успјели ријешити у своју корист. Рат, који је формално окончан споразумом у Лозани 1923. је имао значајне посљедице у трансформацији Турске у етнички хомогену националну државу, укидању калифата и увођењу републиканског уређења којим су омогућене секуларне Ататуркове реформе 1920-их и 1930-их, али и у масовном етничком чишћењу не-турског становништва које дан-данас оптерећује односе Турске са сусједима, Грчком и Јерменијом.

## Увод
Непосредни резултат победе Италије у рату са Турском јесте врло брзо опадање успеха униониста, што доводи до оставке великог везира Хаки-паше (у добрим односима са Италијом). ИТЦ је оптуживан за добре односе са Немачком, италијанским савезником. Министар рата Махмут Шевкет кривио је ИТЦ за пораз у рату. Италијанско напредовање и заузимање Додеканеза навело је Порту да затвори мореузе, чега се Русија бојала. Тај догађај ојачао је положај ИТЦ као једине политичке силе која може организовати отпор.
Порази у Балканским ратовима изазвали су несташице у Царству што је довело до огорчених демонстрација. ИТЦ се налазио на власти приликом уласка Турске у Први светски рат. Земљу је у рат увео тријумвират познат као „тројица паша” (Талат-паша, министар спољних послова (најзаслужнији за геноцид над Јерменима), Енвер-паша, министар рата и Џемал-паша, министар морнарице). Њих тројица су увела диктатуру у Турску. Немачка од Порте није очекивала значајан допринос у рату. Модернизација турске војске тек је започела. Енвер је увео Турску у рат због поделе интересних сфера: Немачка није имала интереса на Блиском истоку, за разлику од Руса који су тамо подстицали јерменски тероризам. Уговор о савезништву потписан је 2. августа 1914. године, али је држан у тајности. Улазак немачке флоте кроз мореузе у Црно море након бомбардовања савезничких територија у Северној Африци и званично је увело Турску у рат. Џемал паша је наредио да се нападне сваки османски брод у Црном мору. Октобра месеца Турци су напали руско бродовље због чега је Русија објавила рат Турској. Британија је објавила анексију Кипра и независност Египта под својом заштитом.

### Подела Османског царства
Бугарске претензије косиле су се са турским у Европи, те су Немци подстицали Турску да држи Британце и Русе подаље од европских фронтова, односно да угрожава њихове интересе на Блиском и Средњем истоку. Током Првог светског рата настала су три споразума која се тичу средњег истока. Први је Цариградски споразум (Енглеска, Француска, Русија) који је предвиђао да Руси заузму Цариград и претворе га у слободну луку. Муслиманска света места у Меки и Медини и остатак арапског света добили би независну арапску управу. Други, вероватно и најпознатији, уговор је Сајкс-Пикотов споразум (Марк Сајкс и Жорж Пико) који је предвиђао да Британији припадне јужни Ирак, од Багдада до Персијског залива (са Хаифом и Акром у Палестини), Француској Сирија и Киликија, Палестина да буде интернационализована, а остатак арапских територија да се подели између Француске и Енглеске или да се створи конфедерација арапских држава. Споразум је држан у тајности јер се косио са обећањима која су Британци дали меканском шерифу. Измир и Иконија обећани су Италији. Обећања Арапима прекршена су и Балфоровом декларацијом којом су Британци изјавили да ће „са симпатијама” гледати на стварање палестинске, ционистичке државе.
Борбе са Русима водиле су се у источној Анадолији где су Руси освојили Трапезунт, а Турци су били успешнији око језера Ван. Руси су подстицали јерменске тежње за независношћу како би стекли савезника у борбама против Турака. У Цариграду 1917. године дошло је до оставке великог везира који се није слагао са политиком тријумвирата, те је Талат-паша дошао на његово место. Револуција 1917. године избацила је царску Русију из рата. Нове бољшевичке власти обзнаниле су договор савезница о подели Турске што је за савезнике било врло неугодно. Руси су напустили Иран, Кавказ и предали Турској Карс, Батум и Ардаган (Брест-Литовски споразум 1918. година).
Победе Енвер-паше на Кавказу ишле су на штету фронтовима у Ираку и на Блиском истоку, где су Турци изгубили све територије (до Анадолије). Када се Талат-паша вратио из Берлина, дочекала га је капитулација Бугарске, а Британци су кренули из Солуна ка Цариграду. Након окупације турске престонице, поведени су преговори о примирју. Тријумвират је дао оставку, а формирана је влада Изет-паше са задатком да закључи примирје.
Примирје у Мудросу потписано је 10 дана пре престанка борби на западном фронту. Турска је пристала на безусловну предају. Одредбе примирја биле су теже него одредбе за хришћанске поражене државе. Турска се обавезала да: отвори мореузе за савезничке бродове, ослободи заробљенике и заробљене Јермене, преда све тврђаве, распусти војне формације, а задржи само полицију која би одржавала ред и мир, бесплатно опскрбљује савезничке снаге храном, угљем и другом опремом, одрекне се територија које су савезници поделили између себе.
Лиман Сандерс је предао команду Ататурку (у Сирији) и вратио се у Цариград. На Париској конференцији учествовали су и представници Арапа и циониста. Конференција у Сан Рему поделила је турске блискоисточне територије. Мировни споразум потписан је у Севру (августа 1919.), али су га обезвредили догађаји у Анадолији.

## Рат

### Офанзива Грка
Версајска мировна конференција дала је Грчкој слободу да окупира Измир. Пристанак на грчку инвазију најпре су дали Лојд Џорџ и Клемансо, па у задњем тренутку и Вилсон. Правна основа била је 7. тачка примирја у Мудросу која је дозвољавала савезницима да окупирају сваки стратешки значајан положај. Армада британских и француских бродова превезла је грчке војнике у Анадолију. Искрцавањем Грка италијанска окупациона зона померена је ка југу.
Кемал-паша Ататурк је од 1919. године окупљао заповеднике корпуса којима је наглашавао потребу за оснивањем народних герилских одреда. Британци су наредили да се ухапси, па је Ататурк дао оставку. Центар отпора Ататурка била је Анкара. Последњи османски парламент заседао је јануара 1920. године у Цариграду. Тамо је прочитан телеграм Ататурка који позива на отпор савезницима. Британци су сменили владу и поставили нову, која је осудила Ататурка као издајника (на шта је пристао и шејх-ул-ислам). Осудом Атаурка на смрт отпочео је грађански рат.
Ататурк је прогласио Национални одбор у Анкари једином законитом турском владом. Говорио је да се бори у име султана против савезника који су окупирали земљу и ставили владу у Цариграду под своју контролу. Скупштина у Анкари (100 представника који су побегли из Цариграда) прогласила је Ататурка председником Турске. До коначног раскида између две владе дошло је када је влада у Цариграду потписала уговор у Севру. Њиме је Турска изгубила (источну Тракију до Цариграда, Једрене, острва у Егејском мору, арапске територије, блискоисточне територије и Измир). Јерменија је постала независна држава, Родос и Додеканези припали Италији, Курди су тражили независност. Османска армија није смела имати више од 50.000 људи.
Када је офанзива Грка заустављена, савезници су схватили да морају да преговарају са турском националистичком владом. Резултат је конференција у Лондону чији је циљ био да се спаси уговор у Севру. Иако то није успело, Француска је била прва држава која је признала Ататуркову владу. Ататурк је потписао уговор са Русијом којом јој је вратио Батум. Совјетски Савез није прихватио уговор у Севру, а поништени су сви уговори између царске Русије и Османског царства.

### Контраофанзива Турака
Августа 1921. године, након победе код Сакарје, Турци су прешли у контраофанзиву против Грка (касније названа Велика офанзива). Грци су се повукли према Измиру. Влада у Атини је дала оставку. Ататурк је стигао до Мраморног мора где га је зауставила савезничка војска. Суочени са француским прихватањем нове власти, Британци су пристали да се повуку. Анадолија је очишћена од непријатеља, а Ататурк се вратио у Анкару.
Савезници су потписали примирје у Мудањи са Ататурком. И даље је, међутим, постојала влада у Цариграду. Влада у Анкари је донела одлуку о укидању султаната, односно одвајању функције султана од калифа. Калиф је остао само верски достојанственик. Бирала га је Национална скупштина по свом нахођењу. Султан и његов син су побегли из Цариграда. Сутрадан га је влада свргла и са места калифа. Нови калиф постао је Абдулмеџид II.
Позив за учешће на конференцији у Лозани послат је обема владама. Влада у Цариграду је, међутим, пре конференције дала оставку, због свргавања султана. Турска је уговором добила Тракију до реке Марице. Грчкој су остала острва у Егејском мору, сем Имброса и Тенедоса, због близине мореузима. Турска се одрекла свих територија ван Анадолије.
Посебан уговор са Грчком предвиђао је размену становништва (1,3 милиона Грка и пола милиона Турака). Након сређивања односа са победницама рата, преостао је само још један корак учвршћењу Ататуркове власти — укидање калифата. Велика народна скупштина укинула је калифат марта 1924. године. Османско царство угасило се после 640 година. Абдулмеџид је напустио Цариград.